# Squinzano
Squinzano är en ort och kommun i provinsen Lecce i regionen Apulien i Italien. Kommunen hade 14 031 invånare (2017).